# American Pie Presents: Band Camp
American Pie Presents: Band Camp è una commedia del 2005 diretta da Steve Rash. È il quarto episodio della serie iniziata dal film American Pie. A partire da questo film in poi la saga è destinata all'uscita direttamente in home video e non più nelle sale cinematografiche a differenza dei precedenti tre.
Il protagonista questa volta è il fratello minore di Steve Stifler, Matthew, ragazzo vivace e sempre in vena di fare feste, baldoria e sesso, come il fratello.

## Trama
Matt è costretto a passare l'estate al campo della banda Tall Oaks, campo già famoso per i precedenti episodi, dove Michelle (moglie di Jim Levenstein) passava l'estate. Matt porterà scompiglio servendosi di telecamere nascoste che usa per riprendere le ragazze del campo; lo scopo di questo gesto è quello di creare un film da inviare al fratello, che ora è regista e direttore della Stiffmeister Production.
Anche Matt però ha un punto debole, infatti s'innamora di una delle ragazze del campo, Elyse (Arielle Kebbel), conosciuta fin dall'infanzia come vittima di molti suoi scherzi, e i suoi tentativi per trattenere i suoi comportamenti alla Stiflers avranno degli esiti imbarazzanti per tutta la durata del film. Il fatto più divertente è forse quello di rivedere il mitico padre di Jim nei panni di MACRO, cioè direttore del campo.
Lo scopo del MACRO è anche quello di portare sulla strada della buona educazione i ragazzi che non si comportano bene. Quindi si ritroveranno dei collegamenti ai film precedenti, anche per delle canzoni già utilizzate, e si rivedrà il padre di Jim nel ruolo di consulente di Matt, come faceva già ai tempi con il figlio. Alla fine Matt cambia opinione sui ragazzi della banda decidendo di cancellare il nastro registrato a Tall Oaks e aiutando Elyse ad ottenere una borsa di studio al prestigioso college musicale.

## Personaggi
- Matt Stifler: fratello minore di Steve Stifler, ha le sue stesse manie per il sesso e il divertimento ma farà amicizia facilmente con tutti al campo (inizialmente fingeva ma alla fine lo è diventato davvero) sfruttando anche la sua esperienza di Stifler per fare qualche scherzo ai rivali della sua banda e finirà con l'innamorarsi di Elyse cambiando molto il suo comportamento, certo l'impronta da Stifler non svanirà mai ma sarà più bassa rispetto a prima e la sua maturità e lealtà cresceranno moltissimo.
- Elyse: dirige l'orchestra della scuola, è una ragazza semplice che sa cosa vuol fare in futuro, s'innamorerà di Matt.
- Ernie: compagno di stanza di Matt, ha una passione vera per la tecnologia, ma è timido con le ragazze, ha una bella cotta per Chloe con cui sembra riuscire a copulare grazie a Matt.
- Jimmy: è un ragazzo cinese con strane manie sessuali: infatti il suo soprannome è "buco nero" poiché ogni orifizio (come, ad esempio un oboe) è buono per introdurci il suo organo sessuale, come affermato dal suo amico Oscar.
- Oscar: gigante buono di colore, verrà sedotto da Sherri.
- Chloe: suona il bassotuba nella banda, è la migliore amica di Elyse e piace ad Ernie con cui copulerà.
- Brandon Vandecamp: insopportabile direttore d'orchestra e primo tamburo di una scuola rivale, si scontrerà con Matt che finirà con l'umiliarlo in molte occasioni (ad esempio suonando la cornamusa in una gara battendo lui che suonava il tamburo, o riempiendo di sperma il contenitore di crema solare che poi lui si spalmerà in faccia). In una scena, una ragazza, in bagno, rivela ad una sua amica che Brandon ha un pene estremamente piccolo, dura pochissimo a letto ed ha un solo testicolo. Alla fine verrà anche rifiutato dal college per plagio.
- Chuck Sherman: detto "Sherminator" nei tre film della saga di American Pie, è diventato il preside della scuola di Matt, ma non ha perso la sua passione per Terminator.
- Noah Levestein: è il MACRO del campo della banda, ma non risparmierà i suoi consigli saggi-comici per raddrizzare Matt.
- Arianna: amica di Matt, lo considera uno sfigato da quando è al campo della banda.